# محمد بن دحيلان أبوتايه
محمد بن دحيلان أبو تايه الحويطي (1880 - 1939) فارس ومناضل أردني كان أحد أبرز المقاومين للاحتلال العثماني أثناء ثورة الكرك في عام 1910 وأحد رجالات الثورة العربية الكبرى. لقب بـ «شيخ الدولة». ولد في جنوب الأردن لعشيرتين عريقتين، والده من عشائر أبو تايه ووالدته من عشائر المراعية من قبيلة الحويطات. نشأ ابن دحيلان وسط رجالات هذه القبيلة المعروفة بالكرم والجود والشجاعة. ولما كان يتمتع بصفات الزعامة والقيادة التفّ حوله كثيرٌ من عشائر أبو تايه والفريجات مما دفع الدولة العثمانية للسعي لاستمالته وتنصيبه الممثل لعشائر الحويطات لديها.

## حياته ونضاله
كان له دور مبكر في مقاومة الاحتلال التركي أثناء ثورة الكرك في عام 1910 حيث ذكرت إحدى الوثائق العثمانية دور عشائر الحويطات وتذكر اسم محمد بن دحيلان وأبناء عمومته بالاسم. تقول الوثيقة:
| محمد بن دحيلان أبوتايه | كانت مشاركة عشائر الحويطات فيها بقيادة عقداء الخيل الفارس محمد بن دحيلان أبو تايه والفارس زعل بن مطلق والفارس عودة بن زعل والفارس حمد بن عرار الجازي | محمد بن دحيلان أبوتايه |

ومن المواقف التي تدل على ذكاءه وسرعة بديهته عندما كان فرسان العشائر الأردنية مجتمعين حول النار في مساء إحدى الأيام، في حين كان صانع القهوة يقوم بغليها وقبل أن يصبها للشرب، جاءت نحوهم صليه من الرصاص من جهة الكثبان الرملية الواقعة في الشرق، فانبطح أحد الرجال وزحف للأمام، فتحرك الشيخ محمد بن دحيلان بفطنة ودفع موجة كبيرة من التراب بقدمه فوق النار التي سرعان ما انطفأت بسرعة وأصبح الجميع في ظلام دامس حتى لا يكونوا هدفاً واضحاً لنيران العدو، فاستغل الفرسان الظلام لتغيير الموقع باتجاه الكثبان والسواتر المحيطة.وإلى أن وصلوا إلى البنادق، وتوقف العدو التركي وحلفائه عن الرماية تدريجياً
في صباح اليوم الثاني سار محمد بن دحيلان وفرسان العشائر الأردنية في معركة تحرير الأردن  تحت أشعة الشمس المشرقة بموازاة خط سكة القطار العسكري. فقام محمد بن دحيلان أبو تايه ورجاله بتعطيل سكة الحديد الممتدة على طول 80 ميلاً ومحطاتها السبعة جنوب الأردن، والاستيلاء على الخط الممتد بين معان والمدورة والذي كان بيد الجيش التركي، وبذلك أنهى محمد بن دحيلان الخط الدفاعي التركي النشط والموصل إلى المدينة المنورة.

### دوره في الثورة العربية الكبرى
قام محمد بن دحيلان بزيارة الشريف الحسين بن علي في مكة المكرمة في أواخر عام 1915 مبدياً استعداده ورجال قبيلته للانضمام للثورة العربية فور إعلانها، وكان أول من استقبل الأمير فيصل بن الحسين عند إندلاع الثورة. حيث كان العقل المدبر للعشيرة، وإذا تكلم أقنع من حوله حتى لقب بـ «بأبو البلاغة».

## صفاته
جاء في كتاب (أعمدة الحكمة السبعة) لكاتبه توماس ادوارد لورنس الذي وصفه بما يلي:
| محمد بن دحيلان أبوتايه | كان ثرياً وكريماً، كان يعرف ويعالج مسائل رجال العشائر بحنكة، وكانوا يحترمونه حيث أنه كان نزيهاً ومتواضعاً وحكيماً | محمد بن دحيلان أبوتايه |

ويشير الكاتب أيضا بأن  محمد بن دحيلان كان قوياً مفكراً لديه الكثير من روح الدعابة، قوي البنية، طويل القامة، عمره آنذاك كان 38 سنة (عام 1917)، له أتباع موالون إليه أكثر من غيره، ولديه بيت في معان فيه قطيع من النعام، وآخر فيه قطيع من الغزلان بالقرب من الطفيلة، ومنزل آخر في منطقة الشراة، ومنزل في الجفر، وكان عقلا مدبرا للمجالس العشائرية وموجها لسياستها، حيث أن الخطط العسكرية بحاجة لتأييده قبل تنفيذها.
جاء عن محمد بن دحيلان في كتاب (تاريخ الأردن) في القرن العشرين للمؤرخين منيب الماضي وسليمان موسى:
| محمد بن دحيلان أبوتايه | وقد فوجئ الأتراك بهذه الهجمة الصادقة فارتبكوا وحاولوا الفرار، ولكن الحلقة التي ضربها العرب حولهم لم تمكنهم من ذلك، وسرعان ما انتهت المعركة بمقتل ثلاثمائة وأسر مائة وستين من الأتراك. ولم يتمكن من النجاة إلا عدد قليل من الجنود فرّوا على ظهور البغال أو الخيول، ولاحق محمد بن دحيلان الفارين على رأس فصيله من جماعته وتبعهم حتى المريغة، ولم يخسر العرب في هذه المعركة سوى شهيدين أحدهما رويلي – من قبيلة الرولة – والآخر شراري- من قبيلة الشرارات | محمد بن دحيلان أبوتايه |

وقد وصفت الرّحالة جيرترود بيل الشيخ محمد بن دحيلان عام 1914م في كتابها (يوميات الجزيرة العربية – مغامرة خارجة عن القانون) بقولها:
| محمد بن دحيلان أبوتايه | محمد بن دحيلان أبو تايه شخص يتسم بضخامة جسمه الصلب كالحجارة، وأوضح ما فيه عيناه الثاقبتان يتحلى بالأدب الجم وبعد تقديمه واج الضيافة لنا، واهدائي بعض الهدايا وكانت إحدى الظباء الصغيرة الجميلة التي يحتفظ بعدد منها في خيمته الضخمة، تلك المخلوقات الصغيرة والجميلة والفاتنة، وجلد نعامة جميل ملون بالأبيض والأسود، تحول فجأة لاستجوابي فيما إذا قد حصلت على إذن من الحكومة للقيام برحلتي هذه أم لا، وما إذا كان البدو يحبون رؤية الأجانب في ديرتهم وكان محمد يمثل قبيلته لدى الحكومة العثمانية وعلى صلة وثيقة بقائم مقام معان، وكان هذا الشيخ يتحلى بدبلوماسية راقية | محمد بن دحيلان أبوتايه |

أما كتاب (نسب وتاريخ الحويطات بالجزيرة العربية) للمؤلف براك داغش فقد جاء فيه:
| محمد بن دحيلان أبوتايه | إن الشيخ محمد بن دحيلان أبو تايه هو نظير عوده أبو تايه بالنسبة لرئاسة عشائر الفريجات وما يتبعها من عشائر الحويطات بالأردن، وبالنسبة للشيخ محمد بن دحيلان أبو تايه هو الذي يقوم في مصالح عشائر الحويطات لدى الحكومة التركية وهذا لا ينكره التاريخ ولا الحويطات عامة على أن محمد بن دحيلان أبو تايه هو الشيخ تجاه الحكومة آنذاك، وهو أول رجل من البدو الرّحل عامة يقتني السيارة حيث يوجد حطامها الآن في وادي أبو طريفيات، ويقع هذا الوادي شرقاً من مركز باير والذي يبعد أربعين كيلومتراً. وعند قدوم الأشراف في وقت الثورة الأولى والتي فجرها الحسين بن علي طيب الله ثراه كان من أول مستقبلي الأشراف | محمد بن دحيلان أبوتايه |

### حبه للعلم والتعليم
كان يحبُّ العلم والتعليم مما دفعه إلى تعيين معلم خاص لأبناءه يسير معهم في حلّهم وترحالهم مقابل راتب شهري وقد اقتبس هذه الفكرة من قبل الجيش الأردني آنذاك، وتم تعميمها فيما بعد على نطاق أوسع. ومن الجدير بالذكر أن إحدى بنات الشيخ ابن دحيلان «السيدة شاز» كانت من أوائل من حصل على شهادة جامعية وآخر منصب لها قبل التقاعد كان مديرة كلية الملكة زين الشرف.

### دوره في المسيرة الوطنية للأردن الحديث
بعد نكوص الحلفاء المنتصرين ونقض عهودهم للشريف الحسين بن علي وقادة الثورة واحتلال فرنسا لسوريا، عمّت الفوضى والإحباط المنطقة، وعليه فقد كان الشيخ محمد بن دحيلان أبو تايه من الزعماء الذين خاطبوا الشريف الحسين بن علي يطلبون ايفاد أحد انجاله ليقود الحركة الوطنية الأردنية. وبتاريخ 21 تشرين الثاني 1920 استقبل الشيخ محمد بن دحيلان الأمير عبد الله الأول بن الحسين حال وصوله إلى معان موفداً من والده تلبية لرغبة الأردنيين.
وقد بادر فور وصول الأمير إلى معان بوضع نفسه مادياً ومعنوياً تحت تصرفه داعماً بذلك بناء الأردن الحديث وعودة الأردن إلى مساره التاريخي الطبيعي بعد انقطاعه عن حركته الحضارية لأربعة قرون من الاحتلال، وفي وقت عصيب متقلب دعم محمد بن دحيلان تلك الحركة التنظيمية التحريرية وبكل ما يملك من ثروة مادية وتأثير عشائري كبير.
```
وقد حظي الشيخ محمد بن دحيلان أبو تايه باستقبال الشريف الحسين بن عليعند قدومه إلى العقبة من ميناء جدة في زيارة للأردن بتاريخ 9 كانون الثاني عام 1924 وقد كان في ركب الحسين بن علي حتى مدينة معان. 
```

### رعاية اليتامى
خصّص جزءاً من منزله الواسع في معان كمسكن دائم لبعض الأرامل والأيتام وأبناء السبيل المقطوعين ومن عاداته أنه كان يقدم كل يوم خميس حاضراً كان أم غائباً ولائم الطعام في ساحة منزله في معان للفقراء والأيتام ولمن انقطعت بهم السبل هناك، وقد سار على نهجه في هذا المجال وأبقى الأمر على ما هو عليه نجله ” مضحي ” الذي استقر وتوفي ودفن في مدينة معان.
وقد كان أهل البادية يعتبرون هذا المنزل بيت ضيافة مفتوح لهم باستمرار وفي الواقع ظل كذلك إلى أن جاء فيضان معان في أوائل الستينات حيث دمر هذا المنزل كما دمر الكثير من بيوت مدينة معان.
 
ومما قاله بعض شعراء البادية في وصف الشيخ محمد دحيلان أبو تايه، هي القصيدة التي قالها الشاعر عدوان أبو تايه:

## أسرته
رزق الشيخ محمد بن دحيلان سته من الأبناء وهم: سويلم وهو الابن الأكبر الذي ساهم في معارك فلسطين (1948) وحسب ما ورد في كتاب (تاريخ الأردن في القرن العشرين) ومجلة الأقصى العدد رقم 963 إن سويلم بن دحيلان كان على رأس إحدى فصائل أبناء العشائر (الفصيل من 30 – 50 مناضل) التي شاركت في النضال في حروب عام 1948 في فلسطين وبلغ عدد فرسان العشائر الأردنيين الذين أمكن حصرهم   1200 فارس معظمهم من عشيرتي الحويطات وبني صخر، ومن أبنائه أيضاً سالم، الهزيل، وملاّح الذي كان أحد أبطال وشهداء الجيش العربي في معركة القدس الشهيرة عام 1967.
أما أصغر أبنائه فهو نايف الذي كان من أوائل ضباط الجيش العربي وتلقى تدريبه العسكري في كل من بريطانيا والباكستان وأمضى معظم خدمته العسكرية في فلسطين، وقد سار جميع أنجال الشيخ محمد بن دحيلان على دربه فقد كانوا كما تصفهم العشائر الأردنية (طعّامين زاد فكَاكين نشب).

## وفاته
توفي محمد بن دحيلان عام 1939 في معان المدينة ودفن في مقبرتها الشرقية. رثاه أحد الشعراء البدو بقوله: